# فهرس النظم القريبة القابلة للسكنى

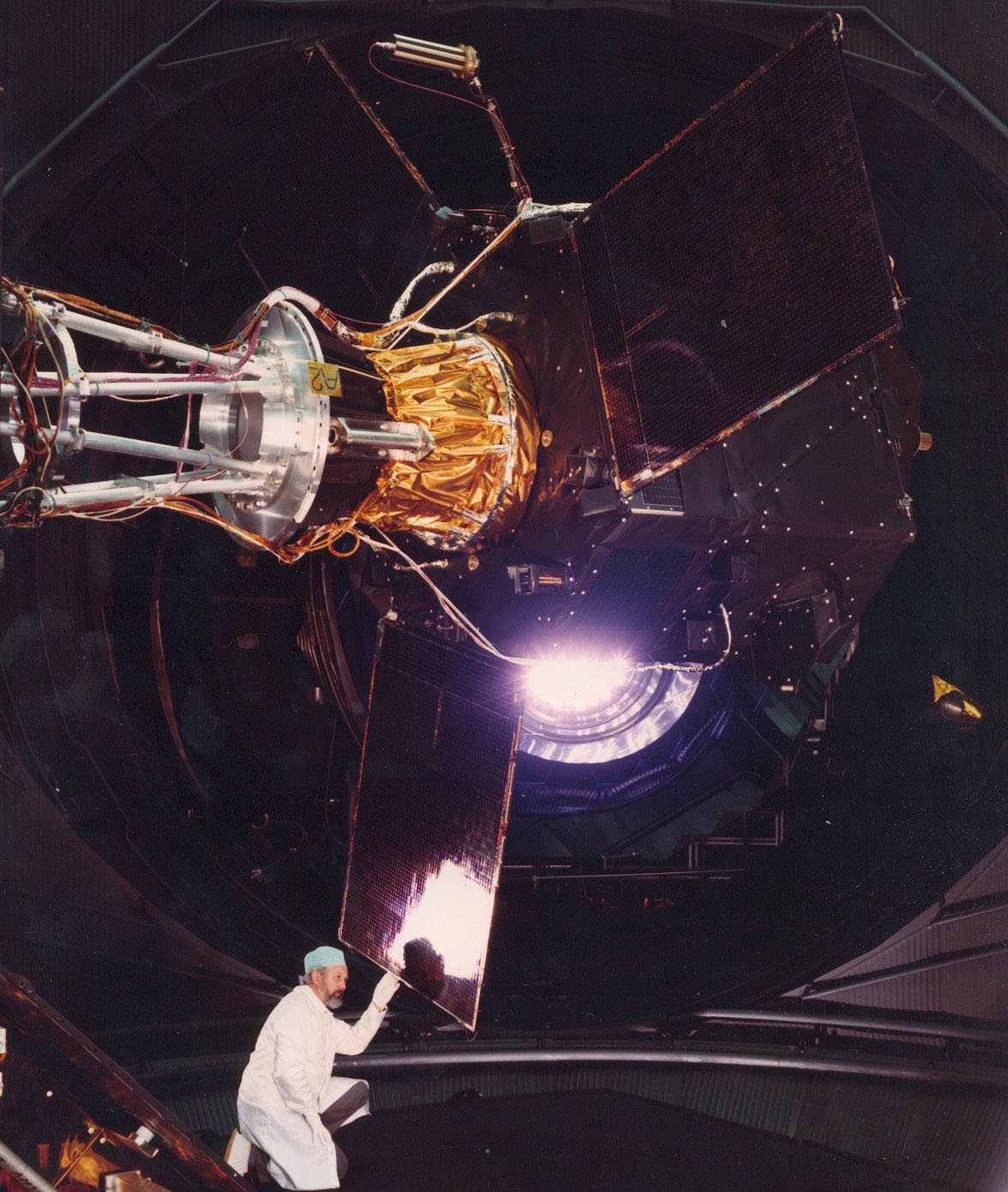

فهرس النظم القريبة القابلة للسكنى هو فهرس لنظم النجوم التي يمكن توقع امتلاكها لكواكب صالحة للسكن. وقد وضعت هذه القائمة من قبل جيل تارتر ومارغريت تورنبول تحت رعاية مشروع فينيكس ، وهو جزء من مشروع البحث عن ذكاء خارج كوكب الأرض.واستندت القائمة على فهرس هيباركوس (الذي يحتوى على 118,218 نجم) عن طريق تصفية مجموعة واسعة من ميزات النظم النجمية. القائمة الحالية تحتوي على 17,129 «نجم قابل للسكن».

## روابط خارجية
- Target Selection for SETI: 1. A Catalog of Nearby Habitable Stellar Systems, Turnbull, Tarter, submitted 31 Oct 2002 (last accessed 19 Jan 2010)
- Target selection for SETI. II. Tycho-2 dwarfs, old open clusters, and the nearest 100 stars نسخة محفوظة 21 أغسطس 2008 على موقع واي باك مشين., by Turnbull and Tarter, (last accessed 19 Jan 2010)
- Target Selection for SETI: I. A Catalog of Nearby Habitable Stellar Systems
- Target Selection for SETI: II. Tycho‐2 Dwarfs, Old Open Clusters, and the Nearest 100 Stars
- HabStars نسخة محفوظة 4 أكتوبر 2003 على موقع واي باك مشين. - an article on the ناسا website